# First Song
First Song è un album di Enrico Pieranunzi, Charlie Haden e Billy Higgins, pubblicato dalla Soul Note Records nel 1992.

## L'album
Il disco è stato registrato il 26 aprile 1990 al Barigozzi Studio di Milano.

## Tracce
1. First Song – 10:06 (Charlie Haden)
2. Je ne sais quoi – 5:42 (Enrico Pieranunzi)
3. Polka Dots and Moonbeams – 6:46 (Jimmy Van Heusen, Johnny Burke)
4. Lennie's Pennies – 7:03 (Lennie Tristano)
5. Newsbreak – 5:06 (Enrico Pieranunzi)
6. All the Way – 6:30 (Jimmy Van Heusen, Sammy Cahn)
7. Si Si – 10:34 (Charlie Parker)
8. For Turiya – 3:30 (Charlie Haden)
9. In the Moment – 4:54 (Charlie Haden)

## Musicisti
- Enrico Pieranunzi - pianoforte
- Charlie Haden - contrabbasso
- Billy Higgins - batteria[2]